# Поляна (Нижнедевицкий район)
Поляна — хутор в Нижнедевицком районе Воронежской области.
Входит в состав Новоольшанского сельского поселения.

## География

### Улицы
- ул. Поселковая